# Alliopsis atrifimbriae
Alliopsis atrifimbriae är en tvåvingeart som först beskrevs av Fan och Chen 1983.  Alliopsis atrifimbriae ingår i släktet Alliopsis och familjen blomsterflugor. Inga underarter finns listade i Catalogue of Life.